# Ґізела Вайс
Ґізела Вайс (нім. Gisela Weiß, 16 жовтня 1943) — німецька плавчиня.
Бронзова медалістка Олімпійських Ігор 1960 року.